# 中谷礼仁
中谷 礼仁（なかたに のりひと、1965年1月15日 - ）は日本の建築史家。歴史工学を提唱、生環境構築史を構築した研究者のひとり。早稲田大学教授。

## 来歴
1965年、東京都台東区三ノ輪に生まれる。
1987年、早稲田大学理工学部建築学科を卒業。
1989年、早稲田大学理工学術院建築学専攻修了、博士課程に進学（後に満期退学）。この頃、1970年代の日本の建築家を取り上げた「ウラガエル70年代」シンポジウムを早稲田大学建築史研究室で立ち上げて活動をおこなう。
1997年、早稲田大学理工学部助手となる。1998年に博士（工学）を早稲田大学より取得。
2002年に大阪市立大学大学院工学研究科講師に転じ、2006年に助教授に昇格する。
2007年、早稲田大学理工学術院准教授となり、2012年より教授に就任。